# Marit Ishol Skogan
Marit Ishol Skogan est une biathlète norvégienne, née le 7 juillet 1998 à Steinkjer.

## Carrière
Elle fait ses débuts en Coupe du monde lors de la saison
2023-2024 à Östersund en novembre 2023.
Elle remporte sa première victoire par équipe en Coupe du monde le 10 décembre 2023 à Hochfilzen avec Juni Arnekleiv,  Karoline Knotten et Ingrid Tandrevold.
Elle signe son meilleur résultat individuel en Coupe du monde le 16 décembre 2023 à Lenzerheide avec une 3e place sur la poursuite.
Depuis 2022, Marit Skogan ne s'entraine pas au sein du groupe fédéral mais au sein d'un groupe privé : le Team Fosen Yard.

## Palmarès

### Coupe du monde
- 3 podiums :
  - 1 podium individuel : 1 troisième place.
  - 2 podiums en relais : 1 victoire et 1 deuxième place.

Mis à jour le 7 janvier 2024

#### Résultats détaillés en Coupe du monde
| 2023-2024 |        |        |        |        |        |       |       |        |        |        |        |    |        |        | .  | .  | .      | .  |        |        |    |    |    |    |    |  |  |
| 2023-2024 | IN 10e | SP 38e | PU 33e | SP 19e | PU 18e | SP 6e | PU 3e | MS 28e | SP 35e | PU 34e | SP 53e | PU | SI 60e | MS 28e | SP | PU | IN 68e | MS | IN 58e | MS 30e | SP | PU | SP | PU | MS |  |  |

#### Podiums en relais en Coupe du monde
| Podiums en relais en Coupe du monde | Podiums en relais en Coupe du monde | Podiums en relais en Coupe du monde | Podiums en relais en Coupe du monde | Podiums en relais en Coupe du monde | Podiums en relais en Coupe du monde | Podiums en relais en Coupe du monde | Podiums en relais en Coupe du monde | Podiums en relais en Coupe du monde | Podiums en relais en Coupe du monde | Podiums en relais en Coupe du monde |
| n°                                  | Saison                              | Date                                | Lieu                                | Épreuve                             | Résultat                            | Composition                         | Composition                         | Composition                         | Composition                         | Compétition                         |
| ----------------------------------- | ----------------------------------- | ----------------------------------- | ----------------------------------- | ----------------------------------- | ----------------------------------- | ----------------------------------- | ----------------------------------- | ----------------------------------- | ----------------------------------- | ----------------------------------- |
| 1                                   | 2023-2024                           | 10-12-2023                          | Hochfilzen                          | Relais 4 x 6 km                     | Médaille d'or                       | Juni Arnekleiv                      | Marit Skogan                        | Karoline Knotten                    | Ingrid Tandrevold                   | Coupe du monde                      |
| 2                                   | 2023-2024                           | 07-01-2024                          | Oberhof                             | Relais 4 x 6 km                     | Médaille d'argent                   | Juni Arnekleiv                      | Marit Skogan                        | Karoline Knotten                    | Ingrid Tandrevold                   | Coupe du monde                      |